# Oliver Kraus

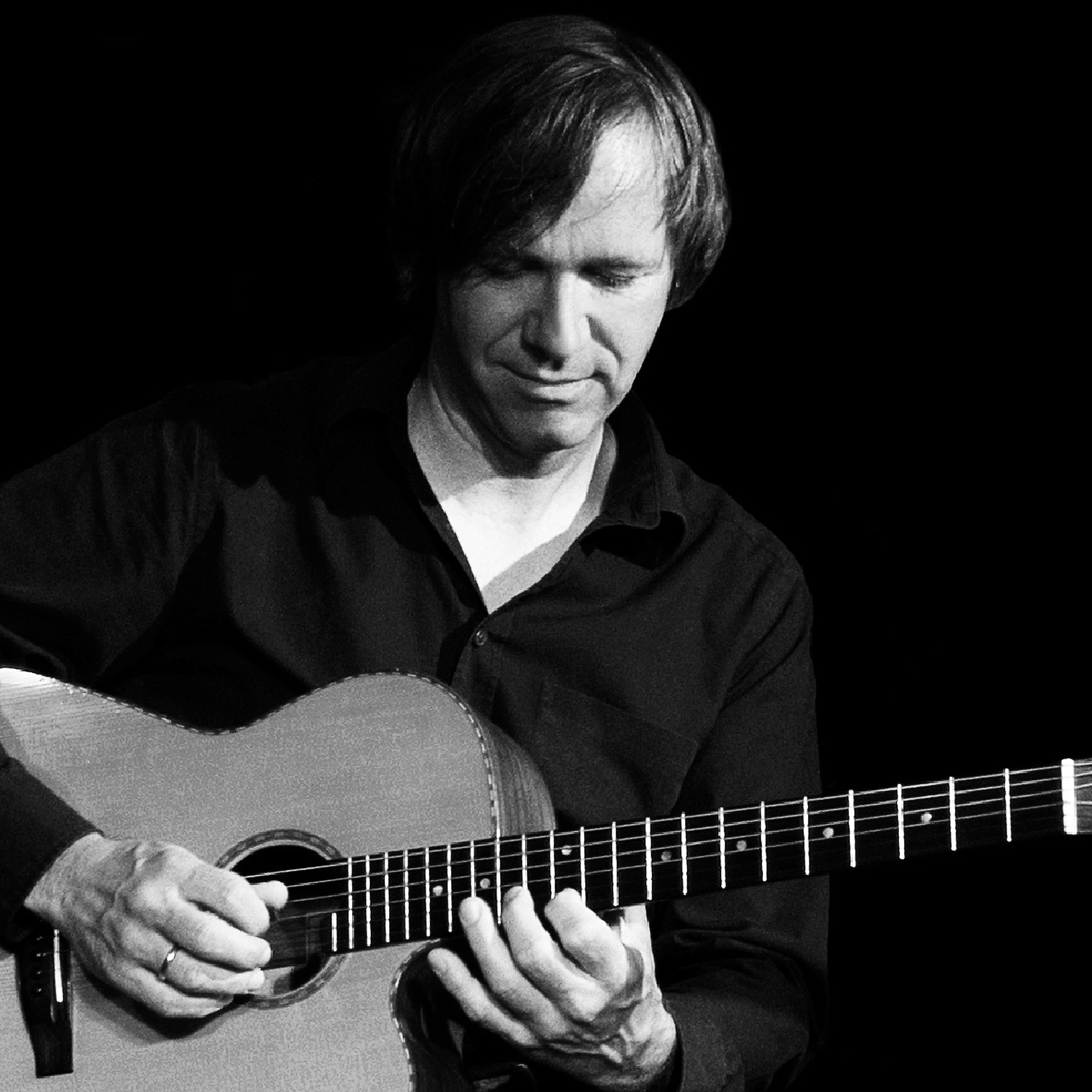
Oliver Kraus

Oliver Kraus (* 1970 in Frankfurt am Main) ist ein deutscher Musiker, Komponist, Produzent und Autor in den Bereichen Jazz- und Popmusik. Er spielt neben akustischer und elektrischer Gitarre auch Akkordeon und Klavier.

## Werdegang
Oliver Kraus absolvierte 1996 eine Ausbildung zum staatlich anerkannten Berufsmusiker und Instrumentalpädagoge für Jazz- und Popularmusik an der FMW Frankfurter Musikwerkstatt. Dozenten waren Dirk Bell (Gitarre), Heinz-Dieter Sauerborn und Daniel Guggenheim (Ensemble), Armin Keil (Harmonielehre), Michael Demmerle (Rhythmik). Weiterer Unterricht erfolgte bei Torsten de Winkel, Rolf Bussalb und Holger Münker, Masterclass Workshops bei Pat Martino, Scott Henderson, Wayne Krantz und Dean Brown.

## Endorsement
Seit 1995 besteht das Duo Just Friends mit Alexander Holz (Stoll 6-saitiger Akustikbass) und Oliver Kraus (Stoll Alegra Nylonstring). Für den Gitarrenbauer Christian Stoll aus Idstein präsentieren die beiden Musiker Instrumente auf Messen und Konzerten.

## Lehrbücher

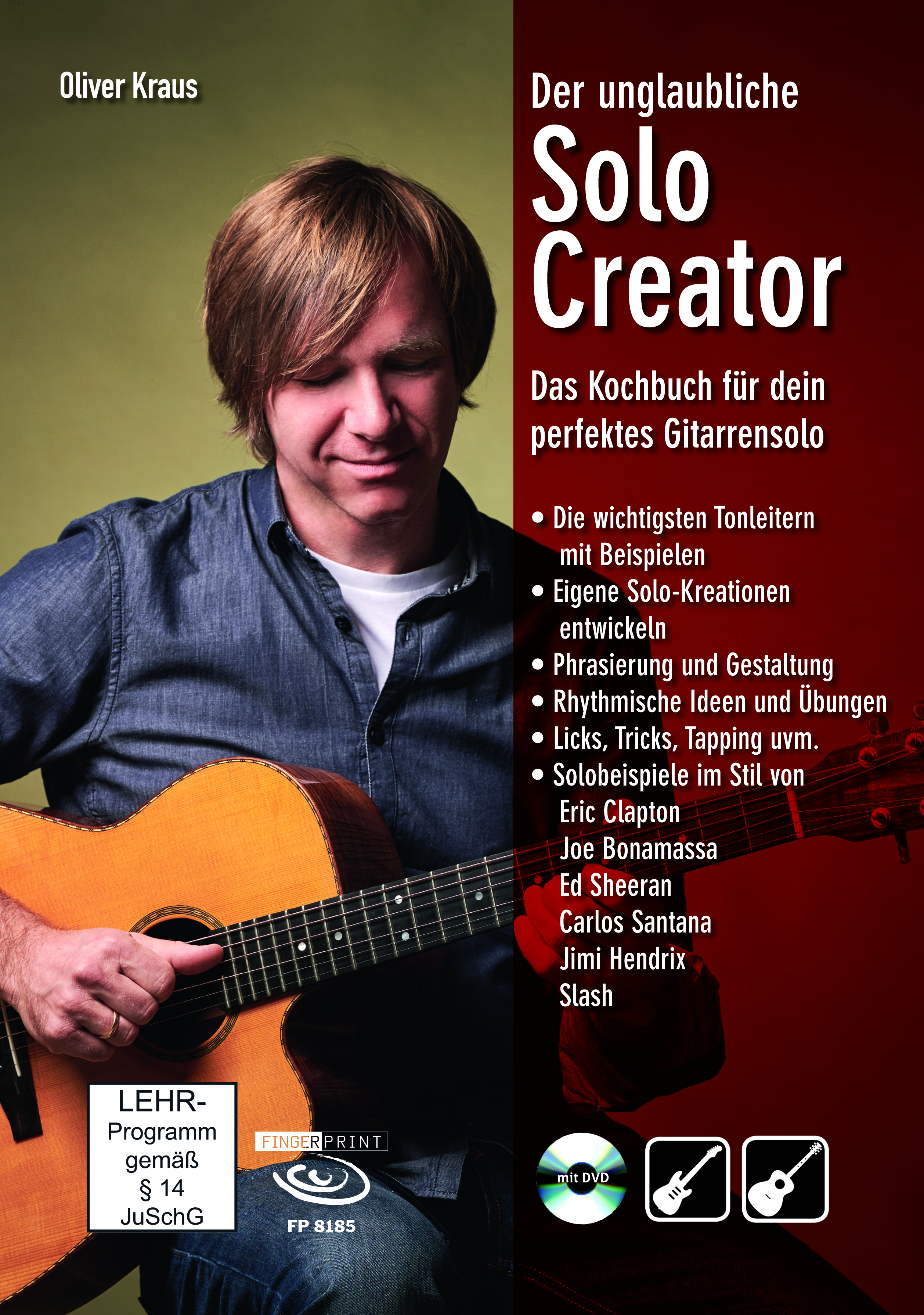

2018 erschienen im Fingerprint Verlag: der unglaubliche Solo Creator. Das 60-Seitige Lehrbuch mit Begleit-DVD beinhaltet eine Anleitung zum eigenständigen Gitarren-Solospiel sowie Anregungen rund um das Solieren auf der Akustik- oder E-Gitarre.
Weitere im Fingerprint Verlag veröffentlichte Lehrbücher:
2019 Der unglaubliche Song Creator
2020 Der unglaubliche Groove Creator
2021 Spaß mit Dreiklängen
2022 Der unglaublich praktische Sessiontrainer
2023 Der unglaubliche Fingerstyle Creator

## Diskographie

### Als Bandleader und Komponist
- 2002: The Grand Day Out
- 2007: Subways
- 2015: Island of Xo
- 2017: Cross Country
- 2021: The Return of Don Arpeggio

### Mit dem Duo Just Friends
- 2001: Talking `bout Strings
- 2011: Just Friends & Juliana da Silva
- 2013: Coast to Coast

### Mit dem Duo Friends in High Places
- 2004: Friends In High Places feat. Angela Frontera

## CD-Produktionen
- 2009 Im nächsten Leben wird alles anders (Harald Pons)
- 2011 Merkwürdige Zeiten (Harald Pons)
- 2016 Reiseziel unbekannt (Harald Pons)
- 2020 Einfach da (Bärbel Becker)
- 2021 Wo kommen wir denn da hin (Harald Pons)